# Richard David Precht
Richard David Precht (* 8. prosince 1964, Solingen, Německo) je německý filozof a spisovatel, známý zejména jako úspěšný autor populárně vědeckých knih o filozofických tématech.

## Životopis
Richard David Precht vyrůstal v rodině s pěti dětmi. Dvě z nich byli Vietnamci, které jeho rodiče adoptovali v roce 1969 a 1972 jako protest proti válce ve Vietnamu. Jeho otec pracoval jako průmyslový designér ve společnosti Krups Solingen, a zabýval se literaturou a také řízením a vedením velké soukromé knihovny. Matka byla v domácnosti a věnovala se charitativní činnosti zaměřené na děti v organizaci Terre des hommes. Děti rostly v politicky levicově zaměřeném prostředí.

 
Po absolvování střední školy (Gymnasium Schwertstraße v Solingenu) Precht absolvoval civilní službu. Pak pokračoval ve studiu filozofie, germanistiky a dějin umění v Kolíně nad Rýnem a v roce 1994 získal doktorát filozofie v oboru germanistika. Od roku 1991 do roku 1995 pracoval jako výzkumný asistent v rámci výzkumného projektu kognitivních věd na univerzitě v Kolíně nad Rýnem. V roce 1999 mu bylo uděleno stipendium Heinze Kühna. 

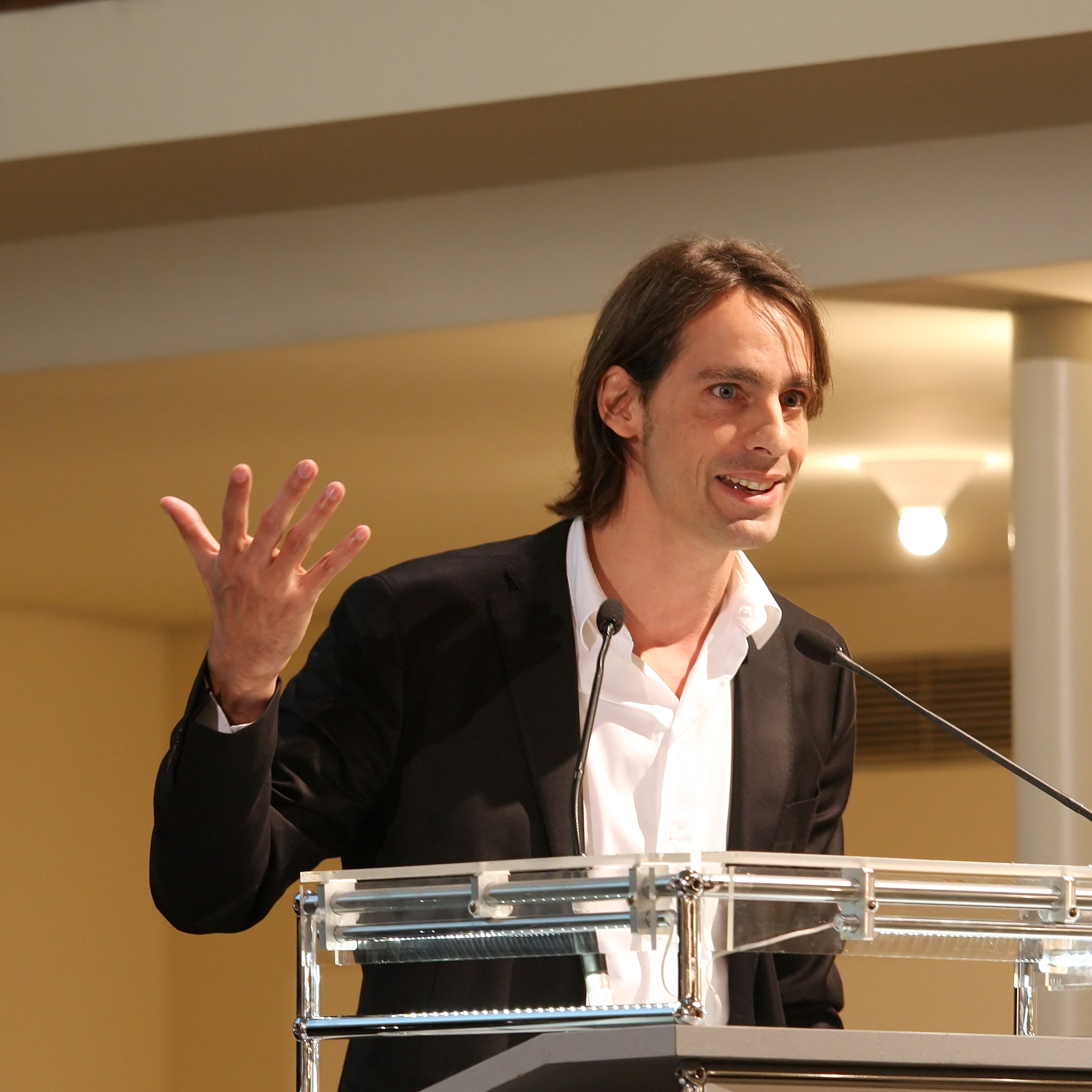
Richard David Precht (2009)

Jako esejista píše Precht pro německé noviny a časopisy. V semestru 2000/2001 byl pracovníkem na evropské novinářské škole v Berlíně. V roce 2001 získal novinářskou Cenu za biomedicínu. Od roku 2002 do roku 2004 byl komentátorem periodik.
Precht dnes pořádá četné přednášky na vysokých školách a na vědeckých konferencích. V zimním semestru 2008/2009 působil na univerzitě v Lucembursku s přednáškovým cyklem na hlavní témata ve filozofii. Od května 2011 je čestným profesorem filozofie na univerzitě Lüneburg a přednáší v oboru historie a filozofie.

### Rodina
Precht je rozvedený. Jeho bývalá žena Carolina Mart je moderátorkou lucemburského televizního programu a zástupkyní šéfredaktora RTL (Télé Lëtzebuerg). Má jednoho syna z dřívějšího vztahu a tři nevlastní děti. Žije v Kolíně nad Rýnem.

## Dílo

### Beletrie
- Die gleitende Logik der Seele. Dissertation. Metzler-Poeschel, Stuttgart 1996, ISBN 3-476-45151-8.
- Baader braun. In: Iris Radisch (Hrsg.): Die Besten 2004. Klagenfurter Texte. Die 28. Tage der deutschsprachigen Literatur in Klagenfurt. Piper, München/Zürich 2004, ISBN 3-492-04648-7. (Beitrag zum Ingeborg-Bachmann-Wettbewerb 2004, online Archivováno 27. 3. 2014 na Wayback Machine.).
- Noahs Erbe. Vom Recht der Tiere und den Grenzen des Menschen. Rowohlt, Reinbek 2000, ISBN 3-499-60872-3.
- Wer bin ich - und wenn ja wie viele? Eine philosophische Reise. Goldmann, Mnichov 2007, ISBN 978-3-442-31143-9.
- Die Instrumente des Herrn Jørgensen. Novel. Goldmann, Mnichov 2009, ISBN 978-3-442-47115-7. S G.J. Prechtem
- Die Kosmonauten. Goldmann, Mnichov 2009, ISBN 978-3-442-47221-5.
- Liebe. Ein unordentliches Gefühl. Goldmann, Mnichov 2010, ISBN 978-3-442-15554-5.
- Die Kunst, kein Egoist zu sein. Warum wir gerne gut sein wollen und was uns davon abhält. Goldmann, Mnichov 2010, ISBN 978-3-442-31218-4.
- Lenin kam nur bis Lüdenscheid. Meine kleine deutsche Revolution. Rozšířené vydání. Ullstein, Berlin 2011, ISBN 978-3-548-37323-2.
- Warum gibt es alles und nicht nichts? Ein Ausflug in die Philosophie. Goldmann, Mnichov 2011, ISBN 978-3-442-31238-2 (Richard David Precht řekl jeho syn Oscar, svět).

### Články(výběr)
- Die Invasion der Bilder. Niemand stellt Fragen, das Digitalfernsehen antwortet. In: Die Zeit, 8. August 1997.[1]
- Der Narr der letzten Stunde. Harald Schmidt zeigt, was noch geht, wenn sonst nichts mehr geht. In: Die Zeit Nr. 4, 15. Januar 1998.[2]
- Die Ware Vision. Die Politik träumt sich in die digitale Zukunft. Die Nachfrage der Konsumenten stagniert. Und die Medienkritik verstummt. In: Die Zeit, 25. Juni 1998.[3]
- Aufklärer des Himmels: Emanuel Swedenborg (Reihe Zeitläufte). In: Die Zeit, 7. Januar 1999.
- Grüne Sorgen, schwarze Visionen. Ökologie in der angstfreien Gesellschaft. In: FAZ, 20. März 1999.
- Nach den Spielregeln der Biologie. Ernst Haeckel und seine heutigen Nachfahren. In: FAZ, 15. Januar 2000.
- Hoch die Löffel, Brüder Hasen. Der dritte Anlauf: Am Freitag soll Tierschutz als Staatsziel ins Grundgesetz. In: FR, 16. Mai 2002.
- Einstürzende Sandburgen. Warum der Schöpfer der «Sphärologie» ein begnadeter Sprachkünstler und Kritiker, aber kein großer Philosoph ist. in: Literaturen Juli/August 2004
- Die Ratio allein bewegt überhaupt nichts (Streitgespräch). Der Philosoph Richard David Precht und der Hirnforscher Gerhard Roth über das Ich-Bewusstsein, die Willensfreiheit und die Schwierigkeit, sich zu ändern. In: Der Spiegel, 21. April 2009.
- Feigheit vor dem Volk (Essay). Wider den verlogenen Menschenrechts-Bellizismus. In: Der Spiegel, 3. August 2009.[4]
- Zwei Männer und der Mond (Philosophie). Zu einem seltsamen Hickhack hat sich der Streit zwischen Peter Sloterdijk und der Frankfurter Schule entwickelt. In: Der Spiegel, 2. November 2009.
- An Affen dürfen wir nur Experimente durchführen, die wir auch mit Menschen machen würden. Ein philosophischer Entwurf. In: Die Zeit 15/2010 vom 8. April 2010.[5]
- ... und keiner wacht auf. Leben wir noch in einer Demokratie, oder überlassen wir die Politik lieber einer kleinen Führungselite? In: Die Zeit 24/2010 vom 10. Juni 2010.[6]
- Die entfremdete Republik - vom Verhältnis der Politik zu ihrem Volk In: Der Spiegel 28. Juli 2010.[7]
- Soziale Kriege - Vom Unbehagen der bürgerlichen Mittelschicht In: Spiegel Nr. 39 vom 27. September 2010[8]
- Immer Mehr ist immer Weniger. Wer bestimmt eigentlich über den Fortschritt? In: Der Spiegel, Nr. 5/2011, 31. Januar 2011.

### Videodokumenty
- Richard Precht auf dem blauen Sofa der Leipziger Buchmesse, 14. März 2009; über sein Buch Liebe – ein unordentliches Gefühl, Länge 29:35 Min.
- Richard David Precht und Ernst Peter Fischer zu Gast in dem Philosophischen Quartett: Überlebt der Stärkere – Irrglaube Sozialdarwinismus, 1. März 2009; 60 Min.
- 30 - Minuten Interview in LeseZeichen (BR 2010 / im Netz bis Dezember 2011) Archivováno 16. 3. 2011 na Wayback Machine.
- Richard David Precht im Gespräch mit dem Philosophen Thomas Metzinger zum Thema Hirnforschung und Religion 6.Februar 2011, 56Min.

### Audiodokumenty
- Richard David Precht auf den 23. Medientagen in München zu Medien und Öffentlichkeit[nedostupný zdroj], 28. Oktober 2009; von Minute 38:40 bis Minute 54:00.
- Richard David Precht zu Gast bei Wortwechsel im SWR Fernsehen[nedostupný zdroj], 20. April 2009, podcast auf SWR cont.ra.
- Richard David Precht zu Gast bei Sternstunde Philosophie im Schweizer Fernsehen[nedostupný zdroj], 27. Dezember 2009, Sendungstitel: Keine Identität ohne Liebe.